# Würzburger Talkessel
Der Würzburger Talkessel ist eine kleinteilige naturräumliche Einheit (5. Ordnung) mit der Ordnungsnummer 133.03 im Stadtgebiet des unterfränkischen Würzburg.

## Lage
Der Würzburger Talkessel (133.03) bildet eine Untereinheit innerhalb der namenlosen Haupteinheit 133.0. Sie ist Teil des Mittleren Maintales (133) und damit ein Naturraum in der Haupteinheitengruppe der Mainfränkischen Platten (13). Es umfasst einen geräumigen Maintalabschnitt, in dem sich heute die Stadt Würzburg ausbreitet. Im Norden wird das Areal von den Würzburger Mainseitentälern (135.0) begrenzt, die den Wern-Lauer-Platten (135) mit ihren Muschelkalkböden zugerechnet sind. Östlich liegen die Hochflächen im südlichen Maindreieck (134.11), die wesentlich weniger vom Fluss beeinflusst wurden. Der Main fließt aus südlicher Richtung aus dem Würzburg-Ochsenfurter Maintal (133.04) auf die Stadt zu. Der Reichenberger Grund (130.00) schließt als Gäulandschaft in südsüdwestlicher Richtung an. Der Westen wird von der Eisinger Höhe (132.01) dominiert, der Main fließt dann in nördlicher Richtung ins Maintal bei Veitshöchheim (133.02) weiter.
Der Naturraum umfasst die meisten Würzburger Stadtbezirke mit Ausnahme von Dürrbachtal, Lindleinsmühle und Versbach im Norden, sowie Rottenbauer und Heuchelhof im Süden. Der neue Stadtteil Hubland dehnt sich allerdings bis auf die Hochflächen aus, während Teile des Steinbachtals bereits der Eisinger Höhe zugerechnet werden können. Das Gebiet ist durch die jahrhundertealte Besiedlung durch den Menschen stark verändert, so entstanden Durchfahrtstunnel durch die begrenzenden Höhenzüge für die Bahnstrecken, die in Würzburg enden.

## Landschaftscharakteristik
Der Würzburger Talkessel wird von der Großstadt Würzburg dominiert. Auf der östlichen Flussseite mit ihren sanfter ansteigenden Talhängen entstand die Altstadt mit dem Dom, im Westen, wo wesentlich steilere Hänge den Raum begrenzen, verblieb der befestigte Ansitz des Würzburger (Fürst-)Bischofs, der im 18. Jahrhundert mit der Residenz in die Stadt verlegt wurde. Im 19. Jahrhundert setzte ein starkes Wachstum der Stadt ein, sodass heute nahezu der gesamte Naturraum von städtischer Bebauung geprägt ist. Lediglich die Steillagen am Rande des Talkessels sind mit Obst- und Rebfläche besetzt (Würzburger Stein).
Der Talkessel ist keine nach außen hermetisch abgeschlossene, naturräumliche Fläche, sondern besitzt nach Westen und nach Osten Pforten zu den Hochflächen. Auf der westlichen Seite entspricht diese Öffnung dem Verlauf der Eisenbahnlinien. Wichtig für die menschliche Erschließung des Raumes sind auch die beiden Flüsse Pleichach und Kürnach. Die potentielle natürliche Vegetation (ohne Eingriffe des Menschen) würde hier Auwälder mit Eschen und Ulmen hervorbringen.

## Schutzgebiete
Das Stadtgebiet von Würzburg ist aufgrund der städtischen Bebauung nahezu frei von Schutzgebieten. Lediglich die Fledermausquartiere in der Festung Marienberg werden als Fauna-Flora-Habitat geführt.

## Klima, Geologie und Tektonik
Obwohl der Würzburger Talkessel Teil des Mittleren Maintals ist, besitzt er doch eine klimatische Sonderstellung innerhalb dieser Über-Haupteinheit. Im Winter liegen die Temperaturen sehr hoch, Ausnahmen bilden lediglich Inversionslagen im Schatten des Marienberges. Der Sommer ist beherrscht von hohen Schwülegraden. Diese Bedingungen begünstigten die Anlage von Weinbergen. Im Frühjahr und im Herbst kann es dagegen zu Spätfrösten kommen.
Ähnlich wie die Zellinger Talweitung entstand auch der Würzburger Talkessel unter ähnlichen tektonischen Voraussetzungen. Durch tektonische Kräfte wurde der Wellenkalk an der Westflanke angehoben, so entstanden die Steilhänge am Nikolaus- und Marienberg. Die Ostfläche wird dagegen von Böden des Mittleren Muschelkalks beherrscht, die über Pleistozänterrassen bis zur Übergangsverflachung zwischen Hochfläche und Tal ausgedehnter ansteigen.